# Piper guanacostense
Piper guanacostense är en pepparväxtart som beskrevs av C. Dc.. Piper guanacostense ingår i släktet Piper och familjen pepparväxter. Inga underarter finns listade i Catalogue of Life.